# Jimmy Asprilla
Jimmy Asprilla (Zarzal, Valle del Cauca, 1 de junio de 1980) es un exfutbolista colombiano. Jugaba de lateral derecho.
De toda una familia de futbolistas, sus hermanos Miguel, Luis, Carlos Fernando y su primo el «Tino» Asprilla también se dedicaron a esta profesión.

## Trayectoria
Jimmy es el menor del clan Asprilla. Sus hermanos Luis y Carlos Fernando fueron figuras del América de Cali logrando varios títulos nacionales con los diablos rojos y destacadas actuaciones en Millonarios. Miguel, su hermano mayor, fue figura del Deportivo Cali a inicios de los años noventa y posteriormente triunfó en el Santos Laguna de Torreón en México a mediados de la misma década.
El futbolista vallecaucano ha militado en varios equipos del fútbol profesional colombiano, habiendo hecho la mayor parte de su carrera en el Deportivo Cali, donde estuvo dos veces, y en el Once Caldas, donde estuvo tres veces. También ha jugado en clubes de otros países: el Sport Boys del Callao de Perú y Estudiantes de Mérida, de Venezuela.
A inicios de 2011 hizo la pretemporada con América de Cali y estaba casi confirmado como refuerzo de este equipo. Sin embargo, debido a que América tuvo problemas para inscribir sus refuerzos y solo lo pudo hacer hasta antes de la tercera fecha de la Liga Postobón I, Asprilla decidió irse a probar en el Chivas USA. Pero finalmente vuelve y es inscrito por el América de Cali.
El 21 de junio de 2011, sale del América junto a otros jugadores por decisión del técnico Álvaro Aponte. El técnico Aponte decide dejarlo finalmente en el equipo, pero Jimmy se va al Cúcuta Deportivo. Recientemente hizo parte del equipo de futbolistas libres que ganó en Perú el Torneo FIFPro División América.

## Selección Colombia
Jimmy jugó en distintas categorías juveniles de la selección Colombia, logrando importantes títulos como la medalla de oro bolivariana en 1997. También estuvo con la selección campeona del Torneo Esperanzas de Toulon de 1998 y 1999; además de participar del Sudamericano Sub-17 de Paraguay 1997 y Juventud de América 1999.

## Clubes
| Club                  | País           | Temporadas |
| --------------------- | -------------- | ---------- |
| Atlético Huila        | Colombia       | 1999       |
| Once Caldas           | Colombia       | 1999       |
| Deportivo Cali        | Colombia       | 2000       |
| Sport Boys            | Perú           | 2001       |
| Estudiantes de Mérida | Venezuela      | 2001-2002  |
| Deportivo Cali        | Colombia       | 2002-2005  |
| Once Caldas           | Colombia       | 2005-2007  |
| Atlético Bucaramanga  | Colombia       | 2007       |
| Once Caldas           | Colombia       | 2008       |
| Millonarios           | Colombia       | 2008       |
| Deportivo Pasto       | Colombia       | 2009-2010  |
| América de Cali       | Colombia       | 2011       |
| Cúcuta Deportivo      | Colombia       | 2011-2012  |
| Miami United          | Estados Unidos | 2014-2015  |

## Palmarés

### Campeonatos nacionales
| Título          | Club                  | País      | Año  |
| --------------- | --------------------- | --------- | ---- |
| Torneo Apertura | Estudiantes de Mérida | Venezuela | 2001 |

### Otros trofeos
| Título                | Equipo          | País     | Año  |
| --------------------- | --------------- | -------- | ---- |
| Juegos Bolivarianos   | Colombia sub-17 | Colombia | 1997 |
| Esperanzas de Toulon  | Colombia sub-21 | Colombia | 1999 |
| Esperanzas de Toulon  | Colombia sub-21 | Colombia | 2000 |
| Copa Cafam            | América de Cali | Colombia | 2011 |
| Torneo FIFPro América | Acolfutpro      | Colombia | 2013 |